# 利默里克 (紐約州)
利默里克（英語：Limerick）是位於美國紐約州傑佛遜縣的非建制地區。

## 歷史
利默里克的郵局於1824年設立，其後於1998年停運。

## 地理
利默里克所處的海拔為高於海平面97米（即318英呎），而該地所採用的時區為UTC-5，即北美东部时区（EST）。同時該地設有夏令時間，為UTC-5調快一小時，即UTC-4（EDT）。